# Etienne de Sauvage

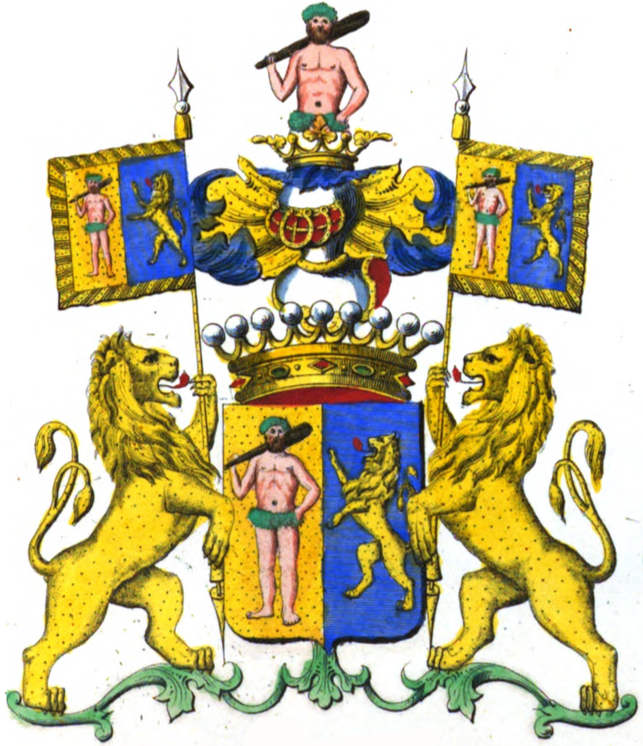
Wapen van de familie de Sauvage

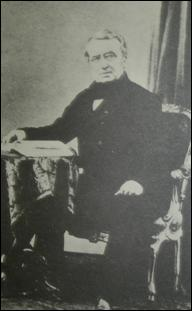
Etienne de Sauvage

Graaf Étienne Nöel Joseph de Sauvage (Luik, 24 december 1789 - Brussel, 24 augustus 1867) was een Belgisch advocaat en magistraat. Als liberaal politicus werd hij minister en lid van het Nationaal Congres.

## Biografie

### Familie
Etienne de Sauvage was een telg uit de familie De Sauvage. Hij was een zoon van Étienne Frédéric de Sauvage (1757-1834), van wie de vader, Fréderic Joseph de Sauvage (1730-1794), financieel raadsheer van de prins-bisschop van Luik was en in 1753 in de erfelijke adelstand was verheven met de titel van ridder.
De Sauvage trouwde in 1821 in Luik met Hubertine de Leeuw (1796-1839) en na haar overlijden in 1845 in Brussel met Marie-Louise Sauvage (1800-1882). Hij had drie zonen uit het eerste huwelijk, waarvan twee jong stierven en de derde, graaf Alfred de Sauvage (1831-1902), ongehuwd in Parijs overleed. De talrijke afstammelingen De Sauvage zijn nazaten van zijn broer, Frédéric de Sauvage (1792-1865).

### Verenigd Koninkrijk der Nederlanden
De Sauvage behaalde zijn licentiaat in de rechten in 1810 en werd hetzelfde jaar substituut-procureur in Emden. In 1816 werd hij militair auditeur in Luxemburg en Bouillon. In 1817 keerde hij naar Luik terug en werd weer advocaat. Hetzelfde jaar werd hij plaatsvervangend rechter. In 1821 pleitte De Sauvage voor het hof van assisen in een ophefmakende zaak ingespannen door de regering tegen de burgemeester van Maastricht, Jean-François Hennequin. Hij won de zaak voor de burgemeester en ten nadele van de regering.
In 1826 werd hij gemeenteraadslid van Luik en in 1827 lid van de Provinciale Staten van Luik. Datzelfde jaar kozen zijn confraters van de balie hem tot hun stafhouder.

### Koninkrijk België
De Sauvage was al vroeg voorstander van het unionisme. In april 1829 werd in Luik een Association Constitutionnelle van katholieken en liberalen gesticht en hij werd er ondervoorzitter van. In september 1830 werd hij lid van de commissie voor openbare veiligheid in Luik en op 3 oktober benoemde het Voorlopig Bewind hem tot gouverneur van Luik, de eerste in het onafhankelijke België. Bij de verkiezingen van begin november voor het Nationaal Congres was hij geen kandidaat of werd althans niet verkozen, ook niet als opvolger.
De regent, Surlet de Chokier, vroeg hem in 1831 om een regering samen te stellen. Tegen de zin van de regent in, nam De Sauvage als ministers ook Joseph Lebeau en Paul Devaux, die bekendstonden om hun oppositie tegen de kandidatuur van Lodewijk van Orléans als koning. De Sauvage zelf werd op 23 maart 1831 minister van Binnenlandse Zaken in deze regering, die feitelijk door de liberaal Joseph Lebeau geleid werd en die in functie bleef tot een paar dagen na de eedaflegging van Leopold I. Vanuit zijn functie kwam De Sauvage vaak tussen in de debatten van het Nationaal Congres.
In Luik waren ondertussen zo vaak leden van het Nationaal Congres afgetreden, dat er geen opvolgers meer waren en dat in allerijl een verkiezing moest worden gehouden voor een nieuw lid, teneinde een open zetel in te vullen. De Sauvage werd verkozen, maar wanneer hij op 4 juli de eed wilde afleggen stootte hij op verzet. Enerzijds had hij duidelijk enkele vijanden die hem de weg wilden versperren. Anderzijds vond men dat de verkiezing niet al te regelmatig was verlopen en dat onder meer de kiezers die buiten de stad Luik woonden nauwelijks waren ingelicht of opgeroepen. Tot tweemaal kwam de zaak in bespreking, zonder resultaat. Ze stond opnieuw op de dagorde uitgerekend op 20 juli 1831. Men had die dag een punt op de dagorde van nogal een ander belang, namelijk de voorbereiding van het onthaal 's anderendaags en de eedaflegging van Leopold van Saksen-Coburg. Na veel over en weer gediscussieer en geroep, werd de verkiezing van De Sauvage dan toch goedgekeurd. Hij was de allerlaatste die toegelaten werd tot het Nationaal Congres, dat trouwens 's anderendaags definitief met reces ging. Ondertussen was hij op 17 juli naar Adinkerke gereisd om er, in zijn hoedanigheid van minister van Binnenlandse Zaken, mee de nieuwe koning te verwelkomen.
Na de troonsbestijging bleef De Sauvage nog veertien dagen minister van Binnenlandse zaken in de regering-De Mûelenaere. Hij bleef nadien ambteloos, totdat hij bij een tussentijdse verkiezing op 16 juli 1832 tot volksvertegenwoordiger werd verkozen voor het arrondissement Luik. Hij kreeg echter geen tijd om te zetelen, want in oktober aanvaardde hij zijn benoeming tot kamervoorzitter bij het Hof van Cassatie. Hij zou dit ambt 35 jaar uitoefenen.
In 1840 werd de riddertitel die hij van zijn vader had geërfd uitgebreid tot al zijn mannelijke afstammelingen. Toen hij het emeritaat bereikte werd hem in 1855 de erfelijke titel van graaf toegekend, overdraagbaar bij eerstgeboorte. 
In 1843 behoorde De Sauvage tot de eerste leden van de Adviescommissie voor het nazicht van adellijke titels en het onderzoek van de aanvragen tot adelserkenning. Hij werd er voorzitter van. Het jaar daarop werd de Raad van Adel (Conseil héraldique) opgericht en ook daarvan werd hij voorzitter, tot aan zijn overlijden.

## Publicatie
- (samen met J. LEBEAU) Recueil politique et administratif pour la province de Liège, Luik, Lebeau-Ouwerx, 1829.